# Oliwka laboratoryjna

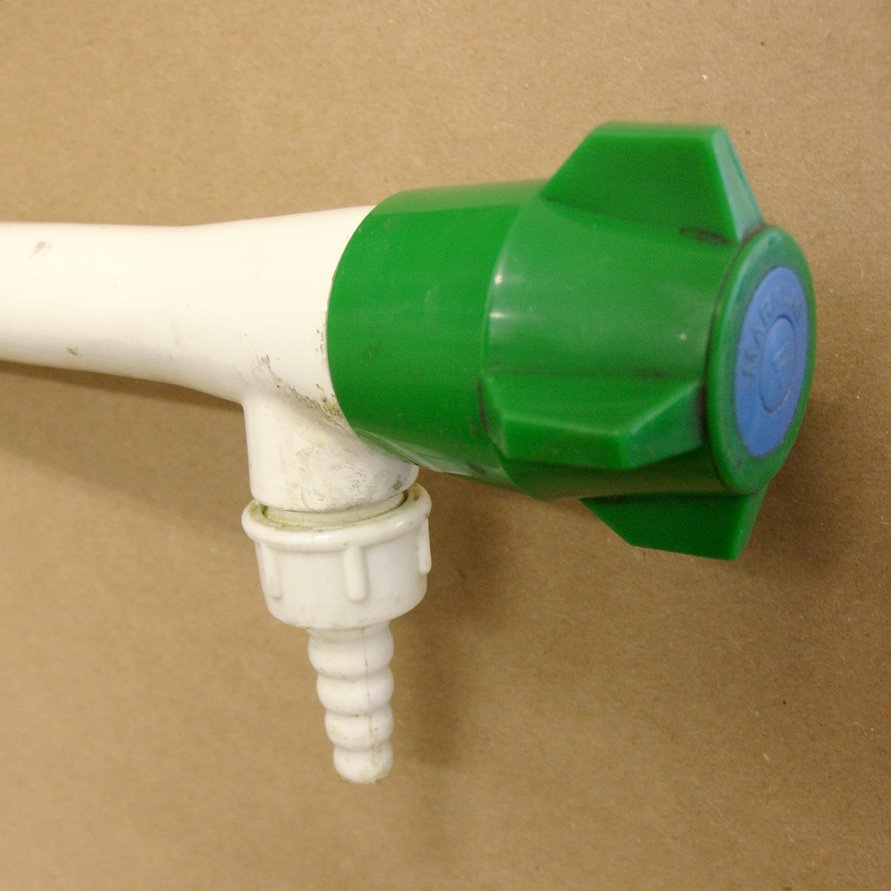
Kran z oliwką (tzw. bąblową)

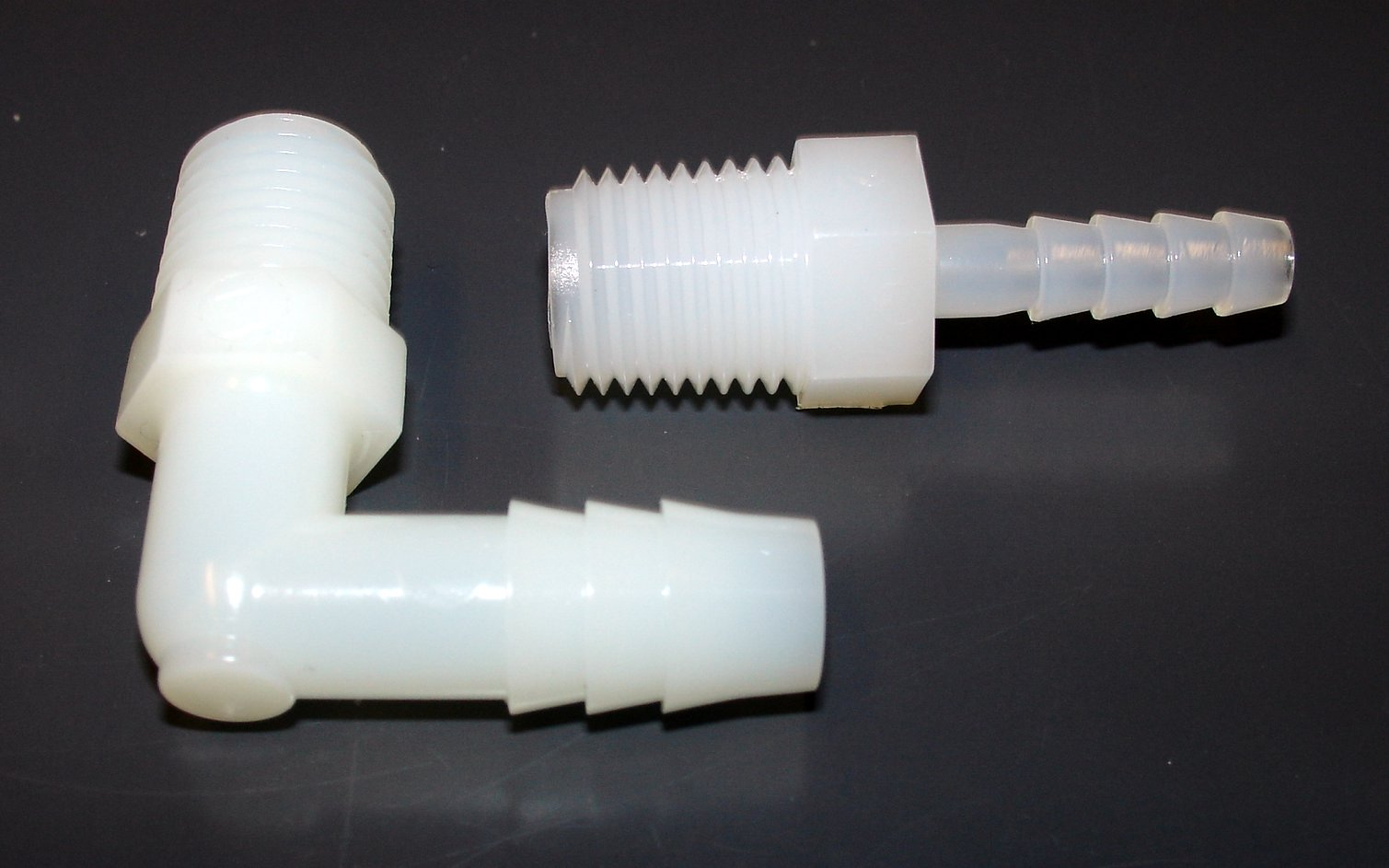
Przykłady różnych rodzajów i wielkości oliwek laboratoryjnych (tzw. angielskich)

Oliwka – specjalnie ukształtowana końcówka rurek szklanych, metalowych lub z tworzywa sztucznego, lub w rozmaitych sprzętach laboratoryjnych. Ich zadaniem jest zapewnienie szczelnego połączenia węży z aparaturą i zapobieganie ześlizgiwaniu się ich z króćców w trakcie pracy.
Oliwki spotykane rurkach szklanych występują w dwóch rodzajach:
- tradycyjne oliwki „bąblowe” – to zwężające się rurki z charakterystycznymi wypukłościami, które zapobiegają ześlizgiwaniu się węży,
- oliwki zwane „angielskimi” – to również zwężające się rurki, które są zaopatrzone w karby o asymetrycznym, trójkątnym przekroju; w trójkątach tych bok prostopadły (lub prawie prostopadły) do rurki znajduje się dalej jej końca, co skutecznie zabezpiecza wąż przed ześlizgiwaniem się; nie można ich wyprodukować samemu w warsztacie szklarskim, gdyż są one otrzymywane przez odlewanie w formach.

Oliwki spotykane w rurkach metalowych i z tworzywa sztucznego przyjmują zwykle kształt zwężających się końcówek z trójkątnymi lub kwadratowymi karbami. Spotykane są też metalowe oliwki ze specyficznym rodzajem ostrego gwintu; węże na nie „nakręca się”. W trakcie nakręcania gwint nacina wewnętrzną powierzchnię węża, zagłębiając się w nim.
Oliwki, zarówno szklane jak i z innych materiałów, są produkowane w końcowym etapie produkcji aparatów, których są częścią. Można jednak kupować je też oddzielnie i następnie wtapiać (w przypadku oliwek szklanych) lub przykręcać (w przypadku oliwek metalowych lub plastikowych) samodzielnie do aparatury, która jest ich oryginalnie pozbawiona.
Często spotykanym w laboratorium sprzętem jest krótka rurka ze szlifem, która służy do szybkiego zamieniania połączeń szlifowych w oliwkowe. Sprzęt ten jest też często nazywany po prostu oliwką.